# El mundo de Craig
El mundo de Craig (Craig of the Creek en inglés) es una serie de televisión animada estadounidense que se transmite en Cartoon Network creada por Matt Burnett y Ben Levin, que anteriormente se desempeñaron como editores y escritores de historias en Steven Universe, así como también escritores de Level Up. El episodio piloto del programa debutó en la aplicación oficial y en línea el 15 de abril de 2016. La serie se estrenó en línea el 19 de febrero de 2018, con un estreno de doble episodio el 30 de marzo de 2018.
La serie hizo su debut internacional en Teletoon en Canadá el 3 de mayo de 2018. En Latinoamérica, la serie se preestrenó el 19 de abril de 2018, por lo cual, dos meses después, fue estrenada el 16 de junio de 2018.
El 15 de agosto de 2018, la serie fue renovada para una segunda temporada.
El 19 de enero de 2022, la serie fue renovada para una quinta temporada que se estrenó el 11 de julio de 2023, un spin-off de la hermana menor de Craig, llamado Jessica's Big Little World que al inicio llegaría para Cartoonito, pero los planes cambiaron y se estrenó en Cartoon Network el 2 de octubre de 2023, y una película titulada Craig Before the Creek, como precuela de la serie, que se estrenó el 13 de enero de 2024 en el canal de Cartoon Network.
En octubre de 2022, se anunció que Warner Bros. Discovery reduciría a la mitad la quinta temporada de la serie y el spin-off de Jessica's Big Little World. El 2 de diciembre de 2022, Ben Levin, cocreador de la serie, anunció que la serie ya finalizó su producción, confirmando así que la serie terminará en 2024 con 6 temporadas, 181 episodios y una película.

## Personajes

### Principal
- Craig Williams: Un niño de 10  años que disfruta jugando en el arroyo con sus amigos Kelsey y J.P. Es un líder natural y siempre trata de ayudar a los niños cuando más lo necesitan. Craig es inteligente hasta cierto punto a pesar de ser algo ingenuo, ya que toma matemáticas avanzadas y admite que le gusta la clase.

- Kelsey Pokoly: Una niña húngara de 8 años pelirroja que es una de las amigas de Craig. Ella siempre se ve usando una capa. Ella tiene un periquito común mascota, Mortimer, que por lo general está posado sobre su cabeza. Ella es aventurera y tiende a ser demasiado dramática. Ella tiene narraciones internas de las que aparentemente los demás son conscientes. En «Doorway to Helen» se revela que Kelsey es taoísta.

- John Paul "J.P." (Juan Pablo "J.P." en Latinoamérica): Un niño alto, con acento sureño de 11 años que es uno de los amigos de Craig. Él usa una camiseta de hockey que es claramente demasiado grande para él. Él no es el niño más brillante, pero es muy servicial y amable con los que lo rodean.
- Mortimer: Es el perico mascota de Kelsey quien lo aprecia mucho diciendo que es su fiel halcón y dejando siempre que se pose sobre su cabeza. Su plumaje es de color amarillo en la mitad superior de su cuerpo y lima en la inferior. Mortimer no es el primer perico que Kelsey tiene de mascota.

### Recurrentes
- Bernard Williams: El inteligente, pero cínico, hermano mayor de Craig que desprecia a Craig y sus aventuras en el arroyo. Está obsesionado con obtener buenas calificaciones y entrar en una universidad de la Ivy League. Solía jugar a "Saca tu bestia" y mostró interés en enseñárselo a Craig.

- Jessica Williams: La hermana menor de Craig, a quien normalmente le gusta mantener todo controlado al describir sus acciones en voz alta. Ella es muy inteligente para su edad y ya muestra un interés en el mercado de valores.

- Duane Williams: El padre comprensivo de Craig que trabaja como entrenador personal.

- Nicole Williams: La madre cariñosa de Craig que trabaja como consejera escolar. Nicole consigue un nuevo peinado y ropa en "Dinner at the Creek".

- Kit: Una niña que maneja el Árbol de los Trueques en el arroyo, cambiando comida por otros artículos. Muestra fuertes tendencias empresariales.

- Jojo Williams: La abuela de Craig y la madre de Nicole, que forma parte del consejo municipal y que solía ser activista de los derechos civiles en la década de 1960.

- Earl Williams: El abuelo de Craig y el padre de Duane, a quien admira y de quien heredó su espíritu aventurero.

- Alexis: La amable novia de Bernard que, a diferencia de él, encuentra divertido a Craig.

- Mark: Uno de los Ancianos del Bosque, un adolescente alto y delgado con pelo castaño, que usa gafas. El personaje se originó a partir de los cortos en línea de Burnett y Levin.

- Barry: Uno de los Ancianos del Bosque, un adolescente bastante gordo y de pelo castaño claro. El personaje se originó a partir de los cortos en línea de Burnett y Levin.

- David: Uno de los Ancianos del Bosque, un adolescente que es bajito y tiene bigote de velo. El personaje se originó a partir de los cortos en línea de Burnett y Levin.

- Jason: Un importante Guardabosque Junior que habla con un ceceo y pone nervioso a todo el mundo.

- Boris: Un Guardabosque Junior que forma parte de la compañía de Jason, que es alto y se enoja fácilmente.

- Tony: Un importante Guardabosque Junior que usa anteojos y tiene el papel de secretario de las reglas.

- Stacks: (Estantes en España) Una chica que pasa el rato en la biblioteca y hace reportajes de libros infantiles. Es una bibliófila, y es muy amiga de Kelsey (a quien le encantan las novelas fantásticas).

- Volantebarb: La líder varonil de los Bicicolegas, un grupo de niños amantes de la bicicleta de montaña. Elogia las capacidades de su motocicleta y habla como un típico comercial deportivo de los años 90.

- Bala de cañón: Un miembro de los Bicicolegas. Es un muchacho bajito y robusto que nunca ha perdido una carrera hasta "Creek Cart Racers" donde declara que "la maldición ha sido levantada".

- Warpspeed: Un miembro de los Bicicolegas. Además de eso, graba con su teléfono celular los trucos que sus amigos hacen en sus bicicletas.

- Todd: Un miembro de los Bicicolegases. Hace trucos muy sencillos con su bicicleta, creyendo que es algo increíble.

- Mackenzie: La líder de las Chicas Caballo, que emulan el comportamiento típico de los caballos y practican la doma clásica. Ella es mandona y dice ser la más de moda cuando se trata de accesorios para caballos.

- Melissa: Un miembro de las Chicas Caballo. Ella es la más entusiasmada con los caballos hasta el punto de haber comido hierba.

- Mangerine "Maney": Un miembro de las Chicas Caballo. Parece un caballo comparada con el resto y es muy amiga de Kelsey, actuando como su corcel. Está enamorada de J.P.

- Marie: Un miembro de las Chicas Caballo. Ella es la menos entusiasmada con los caballos hasta el punto de que encuentra confusa la fascinación de su amiga por ellos.

### Menores
- Mike Paintball: Líder de los paintbaleros de 6.º grado y hermano menor de Benny Paintball.

- Benny Paintball: Líder de los paintballers de 7.º grado y hermano mayor de Mike Paintball.

- Eliza: La líder de los Infusionistas. Una chica elegante vestida de rosa que desprecia a los demás y le encanta declarar su riqueza y estatus.

- Jane: Un miembro de los Infusionistas. Una chica vestida de violeta y amiga íntima de Eliza.

- George: Un miembro de los Infusionistas. Un niño vestido de azul que es amigo de Eliza, pero que suele ser tratado como un sirviente para ella.

- Tabitha: Una de las Brujas del arroyo. Una adolescente traviesa y macabra que se mete, pero que también le agradan Craig y sus amigos. En secreto se ríe de los amigos de Craig por pensar que son brujas.

- Courtney: Una de las Brujas del arroyo. Una adolescente sensible y empática que se mete, pero que también le agradan Craig y sus amigos. Al igual que Tabitha, le da risa Craig y sus amigos.

- Reina de la cloaca: Como su nombre indica, ella es la líder de los niños que juegan en las cloacas y es muy amiga de Craig y sus amigos. La Reina de la cloaca tiene los dedos de los pies palmeados, y junto con otros niños que se avergonzaban de ir a la piscina local encontraron un santuario en el similar de cloacas de Herkleston similar al parque acuático.

- Señor de la Basura: El jefe del depósito de chatarra. Tiene problemas para dejar que otros niños tomen prestadas sus cosas a menos que haya algo para él.

- Wren: Miembro de los Chicos Científicos es una chica de baja estatura con el pelo rizado y unas gafas gruesas. Es una entusiasta de la ciencia hasta el punto de emocionarse tanto que acelera su habla e interrumpe a los demás.

- Salvajessa: Una chica salvaje que deambula por el Arroyo para ayudar a los animales en apuros. La acompaña su mastín tibetano, Quesito, parece tener sentimientos encontrados hacia Craig.

- Laura Mercer: La hermana mayor de J.P. que es enfermera y también parece ayudar a cuidar de la familia. También ha demostrado ser una persona con cuerpo positivo, refiriéndose al cuerpo de J.P. como "hermoso" en más de una ocasión.

- Kat: La novia de Laura que aparece en "Jextra Perrestrial".

- Neil Pokoly: El padre viudo de Kelsey.

## Sinopsis
La serie sigue a un niño en la ciudad suburbana ficticia de Herkleston, Maryland, llamado Craig Williams, sus dos amigos Kelsey y John Paul "JP" (Juan Pablo "JP" en Latinoamérica), y sus muchas aventuras en el arroyo titular, descrito como una utopía infantil de naturaleza salvaje en la que las tribus de niños reinan sobre fuertes de árboles y rampas de bicicleta de tierra.

## Episodios
| Temporada | Temporada | Episodios | Episodios | Emisión original        | Emisión original        |
| Temporada | Temporada | Episodios | Episodios | Primera emisión         | Última emisión          |
| --------- | --------- | --------- | --------- | ----------------------- | ----------------------- |
|           | Piloto    | Piloto    | Piloto    | 1 de diciembre de 2017  | 1 de diciembre de 2017  |
|           | 1         | 40        | 40        | 30 de marzo de 2018     | 11 de marzo de 2019     |
|           | 2         | 40        | 40        | 18 de marzo de 2019     | 11 de junio de 2020     |
|           | 3         | 40        | 40        | 21 de junio de 2020     | 2 de julio de 2021      |
|           | 4         | 40        | 40        | 25 de octubre de 2021   | 29 de mayo de 2023      |
|           | 5         | 10        | 10        | 10 de julio de 2023     | 14 de julio de 2023     |
|           | Película  | Película  | Película  | 11 de diciembre de 2023 | 11 de diciembre de 2023 |
|           | 6         | 10        | 10        | 1 de junio de 2024      | 25 de enero de 2025     |

## Emisión
La serie hizo su debut internacional en Canadá el 3 de mayo de 2018. En Latinoamérica se preestrenó el 19 de abril de 2019 y su estreno oficial fue el 16 de junio con 6 nuevos episodios y repeticiones el 17 de junio. En Australia se estrenó el 3 de agosto de 2018 mientras que en el Sudeste Asiático se estrenó el 4 de agosto de 2018. En Italia se estrenó el 24 de septiembre de 2018. En Reino Unido se estrenó el 1 de octubre de 2018. En Alemania y en Europa Central y Oriental se estrenó el 15 de octubre de 2018. En Francia se estrenó el 5 de noviembre de 2018. En España la serie fue estrenada el 10 de noviembre de 2018. En Japón se estrenó el 25 de noviembre de 2018.